# Kabinett Svinhufvud I
Der Senat Svinhufvud I (auch als das Kabinett Svinhufvud I bezeichnet) war das 1. Regierungskabinett in der Geschichte Finnlands. Es amtierte vom 27. November 1917 bis zum 27. Mai 1918 und war eine Mitte-rechts-Koalition aus Jungfinnischer Partei, Finnischer Partei, Schwedischer Volkspartei und Landbund unter der Führung des als erzkonservative geltenden Pehr Evind Svinhufvud. Nachdem die vom Kabinett vorgeschlagene finnische Unabhängigkeitserklärung am 6. Dezember 1917 vom Landtag bestätigt wurde, war das Kabinett die oberste finnische Regierung, wobei mit dem Ausbruch des finnischen Bürgerkriegs Ende Januar 1918 der Einfluss zunächst sank und die Regierung Svinhufvud in das westfinnische Vaasa zog, während Helsinki zum Zentrum der „Roten“ wurde. Das Kabinett Svinhufvud I regierte so vom 29. Januar bis zum 3. Mai 1918 von Vaasa aus.
Nach der Wahl Svinhufvuds im Mai 1918 zum Staatschef bildete Juho Kusti Paasikivi von der Finnischen Partei eine neue finnische Regierung, die aus denselben Parteien bestand wie die Regierung Svinhufvuds 1917/1918.

## Minister
| Amt                                                          | Name                    | Partei                  |
| ------------------------------------------------------------ | ----------------------- | ----------------------- |
| Vorsitzender des Senats                                      | Pehr Evind Svinhufvud   | Jungfinnische Partei    |
| Leiter des Justizministeriums                                | Onni Talas              | Jungfinnische Partei    |
| Leiter des Innenministeriums                                 | Arthur Castrén          | Jungfinnische Partei    |
| Stellvertretender Leiter des Innenministeriums               | Alexander Frey          | Schwedische Volkspartei |
| Leiter des Finanzministeriums                                | Juhani Arajärvi         | Finnische Partei        |
| Leiter des Kirchen- und Bildungsministeriums                 | Eemil Nestor Setälä     | Jungfinnische Partei    |
| Leiter des Landwirtschaftsministeriums                       | Kyösti Kallio           | Landbund                |
| Stellvertretender Leiter des Landwirtschaftsministeriums     | Eero Yrjö Pehkonen      | Landbund                |
| Leiter des Ministeriums für Transport und Öffentliche Arbeit | Jalmar Castrén          | Jungfinnische Partei    |
| Leiter des Handels- und Industrieministeriums                | Heikki Gabriel Renvall  | Jungfinnische Partei    |
| Leiter des Ministeriums für Soziale Angelegenheiten          | Oskari Wilho Louhivuori | Finnische Partei        |